# Allt jag inte minns
Allt jag inte minns är en roman från 2015 av Jonas Hassen Khemiri. Boken handlar om tre personers kärlek och vänskap, Samuel, Laide och Vandad. Boken är beskriven genom andra personers minnen alltmedan berättarrösten söker upp Laide, Vandad och andra i Samuels närhet för att försöka få dem att berätta om Samuels sista tid i livet. Khemiri tilldelades Augustpriset 2015 i den skönlitterära klassen.
År 2019 filmatiserades romanen som en miniserie i regi av Beata Gårdeler.